# Мочалин, Николай Михайлович
Николай Михайлович Мочалин (род. 17 июля 1932, село Хозино, Нижегородский край — 19 июля 2007, Нижний Новгород, Российская Федерация) — художник, заслуженный работник культуры Российской Федерации (1998), член Союза художников Российской Федерации, Почетный гражданин Чкаловского района Нижегородской области, Почетный гражданин Нижегородской области (2004).

## Биография
Мочалин Николай Михайлович родился в с. Хозино Нижегородского края в 1932 году.За тем вместе с родителями переехал в город Первомайск. Где полюбил и научился рисовать. В 1949 году поступил в Московский электромеханический институт инженеров железнодорожного транспорта. Вместе с тем начал заниматься в изостудии клуба им. Зуева под руководством известного мастера Г.К. Кравченко. В 1953 году стал участником городской выставки самодеятельных художников.
С 1966 по 1976 год работал первым секретарем Чкаловского райкома партии: внес большой вклад в социально-экономическое развитие района. В 1976 году переехал в Горький, где его назначили начальником областного управления художественных промыслов, с 1986 года возглавлял областное управление культуры и искусства. Член Союза художников России с 1983 года. С 1969 года – постоянный участник областных выставок. Персональные выставки: Н.Новгород, 1993, 1998, 2003; Япония (Академия художеств), 1991; Москва, 1995, а также 30 выставок в городах и районах Нижегородской области.
Награждён орденом «Трудового Красного Знамени» и Октябрьской Революции. Почетный гражданин Нижегородской области и Чкаловского района. Заслуженный работник культуры России (1998).
Николай Мочалин известен не только как художник-пейзажист, но и как иконописец. Икона Божией Матери «Казанская» была написана художником в 2005 году, после чего она была освящена и установлена в Казанском храме. В последние месяцы своей жизни художник трудился над созданием иконы преподобного Серафима Саровского и завершил написание. А золочение и покрытие лаком было выполнено другим мастером уже после кончины Николая Михайловича. Эта икона была передана той же церкви. Сегодня обе иконы являются украшением Казанского храма.